# 黃鶯鶯
黃鶯鶯（英語：Tracy Huang，1951年8月29日—），別名黃露儀，臺灣女歌手，客家人，籍貫廣東省梅州市，出生於宜蘭縣礁溪鄉，成長於新北市鶯歌區，故取名「鶯鶯」。
國小畢業於「中和國民學校」(中和國中)。初中畢業於（舊制）復興美術工藝職業學校初級部（復興美工）。畢業後考入中國文化學院五年制專修音樂舞蹈科。
在中國文化學院期間經常參與熱門音樂合唱團演出而受到學校注目，繼而以其西洋流行歌曲，獲得當時台灣頗具知名度的「Thunderbird雷鳥合唱團」青睞，正式邀請黃鶯鶯加入，成為「雷鳥」女主唱，開始其學生演唱生涯。
1960年代，黃鶯鶯受邀臺中清泉崗（CCK）美軍俱樂部演唱。這段時間為黃鶯鶯的英文歌曲演唱奠定了穩固的基礎。70年代開始赴新加坡演唱，婚後加盟EMI Singapore，取名Tracy Huang。成長於臺灣，成名於新加坡，在華語樂壇走紅。

## 經歷
1974年，黃鶯鶯在台灣發行生平第一張國語專輯《雲河》及《我心深處》兩部電影主題專輯，其後結識新加坡富商Roger辜，交往一年隨即閃婚，並搬到新加坡生活。Roger辜2014年11月1日凌晨在新加坡病逝，享年70歲。
1975年，黃鶯鶯以藝名「Tracy黃露儀」開始在新加坡歌壇發展，主持過新加坡電視台「星光旋律」綜藝節目。期間加盟新加坡「EMI」唱片公司，出版「忘不掉」華語專輯。
1976年，首張英文專輯「Feelings」正式發行，該專輯暢銷使她迅速走紅於新加坡及香港等地。
1977年，黃鶯鶯推出「Mississippi」及「I Don’t Want To Talk About It」英文專輯，並在澳洲發行，成為首位於澳洲發行英文專輯的亞洲歌手。
1978年，「Feelings」專輯榮獲國際唱片業協會（香港會）頒發金唱片獎，當年由「生而自由」原主唱人麥·蒙羅頒獎；同年推出「你是我的夢」、「Just The Way You Are」& 「The Best of Tracy」。
1979年，專輯「Another Goodbye」出版，單曲「Inside Of My Guitar」使她在台灣聲名大噪。同年黃鶯鶯與資深作曲家王福齡合作，發行「愛的涙珠」專輯，重返台灣國語歌壇，受台灣電視台之邀錄製個人電視專輯「戀愛中的女人」。
1980年，再度與王福齡合作，七月發行「我祇要你的愛」專輯，重新演繹多首經典國語老歌。九月出版六十年代英文老歌「Songs Of The 60’s」專輯。
1981年，為新加坡電視台錄製個人電視專輯"In Person"；三月發行「Weekend」英文專輯。4月和譚健常、小軒夫婦合作，出版「呢喃」專輯，獲台灣金鼎獎最佳專輯唱片獎。同年發行英文鄉村樂專輯「Tracy Goes Country」，12月出版「雁行千里」，獲EMI四張金唱片。
1982年4月，發行「Songs Of The 60’s Vol.2」，結束與EMI六年合作關係。隨即加盟「寶麗金」唱片公司推出「只有分離」專輯，蟬連「綜藝100」國語流行歌曲暢銷排行榜冠軍長達三個月，獲季冠軍，並入選台灣百大唱片。
1983年，「天使之戀」專輯蟬連「綜藝100」國語流行歌曲暢銷排行榜冠軍長達十三週，奪得季冠軍及年度冠軍，專輯再度獲選台灣百大唱片。獲提名入圍金鐘獎最佳女歌唱演員獎。7月，「Changes」專輯，主打歌曲為新加坡創作的「Da Da Da」。10月，發行「幾朝風雨」專輯，單曲「如何把你挽留」獲香港中文流行歌曲排行第二名。同年獲邀擔任金鐘獎表演嘉賓，演唱「天使之戀、時空寄情、如何把你挽留」組曲；並擔任頒獎人，頒發「廣播及電視綜藝節目主持人獎」。在新加坡發行「天龍八部，衝激」中文專輯。年底並獲邀擔任金馬獎頒獎嘉賓，與呂泉生共同頒發最佳電影音樂及主題曲獎。在香港與關正傑合唱「常在我心間…愛你不分早晚」單曲獲得香港TVB「觀眾票選最受歡迎金曲」& 「勁歌金曲十大金曲」兩項獎項。11月中旬，代表新加坡於香港出席「世界通訊年音樂會」與劉文正、喜多郎同台演出。12月15日，於台灣國父紀念館舉辦「摯情演唱會」，獲台視提名金鐘獎最佳女歌手獎。 
1984年，暑假出版第一張粵語專輯「炎夏的夢」。概念唱片「紫色的水晶」國語專輯也同部發行，蟬連「綜藝100」國語流行歌曲暢銷排行榜多週。9月，「Second Sight」英文專輯出版。
1985年，在新加坡發行了「怒海萍踪」專輯，收錄新加坡電視台首部自製古裝電視大劇「怒海萍踪」主題曲及插曲。個人專輯「擁抱」再度與喜多郎合作，單曲「曙光」蟬連中廣知音時間多週票選冠軍，在台灣拍攝「時空寄情」電視特輯。7月1日，加盟「飛碟唱片」，並與60餘位歌手合唱「明天會更好」，12月，獲邀擔任金馬獎表演嘉賓，演唱「曙光」。
1986年，與UFO飛碟唱片合作，1月31日，飛碟唱片發行「來自心海的消息」。4月，在台灣錄製電影「玫瑰的故事」(周潤發、張曼玉主演)電影原聲大碟，於7月11日發行，「賭徒」專輯，「為唯一的愛傾注所有」獲得1987年度銷售總冠軍, 單曲「心泣」、「留不住的故事」蟬聯電台知音時間票選榜多周冠軍。同時黃鶯鶯演唱發行新加坡電視劇「家和萬事興」主題曲「家和萬事興」及插曲「月色同行」、 「孩提夢」。8月，飛碟唱片首張英文專輯「Paradise In My Heart」以單曲「The Power Of Love」為「祥瑞汽車」拍攝生平第一支廣告。單曲「Forever Young」音樂錄影帶入圍「金嗓獎最佳音樂錄影帶獎」。專輯銷售創下台灣西洋歌曲唱片一個月15萬張最高紀錄， 12月，與飛碟歌手合唱並舉辦「飛向未來」演唱會。
1987年2月，推出「心中的愛The Love Inside」。4月，與國內歌手合唱反盜錄歌曲「第一種聲音」。獲飛碟頒發六張白金唱片，為她在1986年在國語唱片界寫下的紀錄留下見證。8月，以「賭徒」榮獲金嗓大獎並在典禮上演唱新歌「雪在燒」。29日，生日當天發行中西合壁風格的「雪在燒」，分別由朱延平、譚家明兩位導演拍攝風格迥異之音樂錄影帶。亦在香港推出粵語版本。12月31日，出版「True Devotion」，Tracy遠赴荷蘭與歌手Gerard Joling合唱「You Are All I Need Tonight」單曲「All That You Are」是Tracy拍攝第二支廣告「可麗舒」面紙廣告主題曲。
1988年3月，與飛碟歌手合唱「世界、環球及國際小姐選拔賽」主題曲「美就是心中有愛」及加冕曲「美夢成真」並於同年5月與飛碟群星在頒獎典禮現場演唱。12月，於台灣電視台錄製LIVE演唱 聖誕組曲及中英文組曲，完美為「八分音符」音樂節目奪得最佳節目金鐘獎。
1989年1月，出版「日安，我的愛」，與鍾鎮濤的對唱。本專輯榮獲金鼎獎「演唱獎」及「優良唱片獎」。9月6日，「紅伶心事Somewhere In Time」，透過歌聲扮演所有的紅顏，留住所有的故事，為電影Somewhere In Time演奏曲演唱第一個歌詞版本，專集蟬聯台灣金曲龍虎榜銷售多周冠軍。
1990年，獲邀擔任金鐘獎節目頒獎嘉賓，頒發最佳剪接獎。7月，出版自己參與製作之「讓愛自由」，專輯銷售突破40萬張，獲頒8白金，蟬連金曲龍虎榜銷售多周冠軍，為該年度「國內歌手專輯銷售冠軍」，單曲「哭砂」尤為著名。8月24日，於華視攝影棚舉辦「金曲龍虎榜--新鮮人之夜」電視演唱會。12月，成立個人工作室製作溫柔火戰車專輯並交由飛碟唱片發行，「紅伶心事II--Chariots Of Fire」。遠赴英倫拍攝三支音樂錄影帶。發行新加坡首部自製英語電視劇主題曲及插曲「Against The Wind」。

## 歷年專輯
黃鶯鶯發行超過51張的個人專輯中（華語、英語與粵語），許多中文歌壇知名音樂人都曾經與黃鶯鶯合作，其中包括王福齡、劉家昌、梁弘志、小軒、譚健常、馬兆駿、童安格、何慶清、鈕大可、陳志遠、曹俊鴻、小蟲、翁孝良、方惠光、吳大衛、Dick Lee﹑周治平、熊美玲、鄭華娟、黃韻玲、黃大煒、陳小霞、李宗盛、羅大佑、楊明煌﹑陳昇、伍佰、邰肇玫﹑黃舒駿、張宇、張洪量、郭子、陳偉、黃國倫、李偲菘、林斐如、陳彼得、陳揚、嚴志宏、鍾興民、潘協慶、陳冠蒨、余傳賢、鮑比達、鄔裕康、十一郎、屠穎、林夕等等，飛碟唱片後期黃鶯鶯開始參與專輯製作，90年自組翠禧音樂工作室後便一手統籌專輯風格。

### 華語專輯
| 年份       | 專輯                                         | 唱片公司   |
| 1974年8月  | 雲河                                         | 歌林       |
| 1974年11月 | 我心深處                                     | 歌林       |
| 1975年9月  | 忘不掉                                       | EMI        |
| 1978年1月  | 你是我的夢                                   | EMI        |
| 1979年9月  | 愛的淚珠                                     | EMI        |
| 1980年6月  | 我祇要你的愛                                 | EMI        |
| 1981年4月  | 呢喃                                         | EMI        |
| 1981年12月 | 雁行千里                                     | EMI        |
| 1982年10月 | 只有分離                                     | 寶麗金     |
| 1983年4月  | 天使之戀                                     | 寶麗金     |
| 1983年10月 | 幾朝風雨                                     | 寶麗金     |
| 1984年6月  | 紫色的水晶                                   | 寶麗金     |
| 1985年4月  | 擁抱                                         | 寶麗金     |
| 1986年1月  | 黃鶯鶯的柔情                                 | 寶麗金     |
| 1986年1月  | 來自心海的消息                               | 飛碟       |
| 1986年7月  | 賭徒（玫瑰的故事電影原聲帶）                 | 飛碟       |
| 1987年8月  | 雪在燒                                       | 飛碟       |
| 1989年1月  | 日安我的愛                                   | 飛碟       |
| 1990年7月  | 讓愛自由                                     | 飛碟       |
| 1992年4月  | 從心愛你                                     | 翠禧／滾石 |
| 1993年12月 | 寧願相信                                     | 翠禧／滾石 |
| 1995年4月  | 春光                                         | 翠禧／EMI  |
| 1996年2月  | 花言巧語                                     | 翠禧／EMI  |
| 1997年8月  | 我們啊！我們                                 | 翠禧／EMI  |
| 1998年8月  | 為愛瘋狂                                     | 翠禧／環球 |
| 2012年6月  | Tracy Lullaby 搖籃曲（中英經典概念翻唱專輯） | 翠禧／華納 |

### 英語專輯
| 年份       | 專輯                                         | 唱片公司      |
| 1976年6月  | Feelings                                     | EMI Singapore |
| 1977年1月  | Mississippi                                  | EMI Singapore |
| 1977年10月 | I Don't Want To Talk About It                | EMI Singapore |
| 1978年7月  | Just The Way You Are                         | EMI Singapore |
| 1979年4月  | Another Goodbye                              | EMI Singapore |
| 1980年8月  | Songs Of The 60's                            | EMI Singapore |
| 1981年2月  | Weekend                                      | EMI Singapore |
| 1981年10月 | Tracy Goes Country                           | EMI Singapore |
| 1982年4月  | Songs Of The 60's Vol.2                      | EMI Singapore |
| 1983年7月  | Changes                                      | 寶麗金        |
| 1984年9月  | Second Sight                                 | 寶麗金        |
| 1986年8月  | Paradise In My Heart                         | 飛碟          |
| 1987年2月  | The Love Inside                              | 飛碟          |
| 1987年12月 | True Devotion                                | 飛碟          |
| 1989年9月  | Somewhere In Time 紅伶心事                   | 飛碟          |
| 1990年12月 | Chariots Of Fire 溫柔火戰車                  | 飛碟          |
| 1992年9月  | Traces Of Love 情畫                          | 翠禧／滾石    |
| 1994年5月  | Escape 乘涼                                  | 翠禧／滾石    |
| 1996年5月  | Pure 純純慾動                                | 翠禧／EMI     |
| 2012年6月  | Tracy Lullaby 搖籃曲（中英經典概念翻唱專輯） | 翠禧／華納    |

### 粵語專輯
| 年份      | 專輯     | 唱片公司 |
| 1984年7月 | 炎夏的夢 | 寶麗金   |
| 1988年4月 | 雪在燒   | 華納     |

### 電影原聲帶
| 年份       | 專輯 | 電影   | 唱片公司   |
| 1991年12月 | 葬心 | 阮玲玉 | 翠禧／滾石 |

### 電視原聲帶
| 年份       | 專輯          | 電視劇   | 唱片公司 |
| 1983年10月 | 天龍八部•衝激 | 天龍八部 | 寶麗金   |
| 1985年12月 | 怒海萍蹤      | 怒海萍蹤 | 寶麗金   |

### 精選
| 年份       | 歌名                                   | 唱片公司      |
| 1978年12月 | The Best Of Tracy 新歌加精選           | EMI           |
| 1980年4月  | Portrait 新歌加精選                    | EMI           |
| 1980年12月 | 黃露儀金曲 新歌加精選                  | EMI           |
| 1985       | 精裝黃露儀                             | 寶麗金        |
| 1986年1月  | 柔情 新加坡／新歌加精選 台灣／全新專輯 | 寶麗金        |
| 1990年4月  | Against The Wind 新歌加精選            | 華納          |
| 1991年12月 | 最好的時光 1985-1991 國語歌曲精選      | 飛碟          |
| 1991年12月 | 最好的時光 1985-1991 西洋歌曲精選      | 飛碟          |
| 1998       | 紅粉知己 精緻之選                      | 飛碟          |
| 2001       | Sweet Orange 新歌加精選                | Global Modern |

### 單曲
| 年份       | 歌名                    | 語言     | 唱片公司 |
| 1983年7月  | 常在我心間              | 粵語     | 寶麗金   |
| 1985年10月 | 明天會更好              | 合唱     | 藍白     |
| 1986年12月 | 飛向未來                | 合唱     | 飛碟     |
| 1986年7月  | 家和萬事興              | 國語     | 華納     |
| 1986年7月  | 月色同行                | 國語     |          |
| 1986年7月  | 孩提夢                  | 國語     |          |
| 1987年4月  | 第一種聲音              | 合唱     | IFPI     |
| 1988年4月  | 美就是心中有愛/美夢成真 | 合唱     | 飛碟     |
| 2002       | Making Love             | 英語     | 翠禧     |
| 2019年8月  | Our Singapore           | 英語合唱 |          |

## 售票演唱會
| 年分 | 主題              | 時間                                   | 地點                                               | 特別來賓       |
| 2004 | 天籟之鶯 直到永遠 | 08/06.07 19:45 08/21 19:30 09/12 19:30 | 台北國際會議中心 高雄市至德堂 台中市中興大學惠蓀堂 | 陳小霞         |
| 2005 | 天籟之鶯 直到永遠 | 05/14                                  | 新加坡室内體育館                                   | 伍思凱         |
| 2015 | 留住你我的故事    | 05/16.17 19:30                         | 台北小巨蛋                                         | 陳小霞、鍾鎮濤 |

## 戲劇作品

### 電視音樂劇
- 1997：TVBS-G《音樂愛情故事》

## 獲獎紀錄
- 1978年：《Feelings》專輯，榮獲香港唱片業協會（IFPI）頒發的金唱片獎
- 1981年：《呢喃》專輯，榮獲金鼎獎
- 1983年：
  - 《只有分離》專輯，榮獲第一季民生報/綜藝100流行歌曲暢銷排行金榜冠軍
  - 《天使之戀》專輯，榮獲第二季民生報/綜藝100流行歌曲暢銷排行金榜亞軍
  - 《天使之戀》專輯，榮獲第三季民生報/綜藝100流行歌曲暢銷排行金榜冠軍
  - 《常在我心間》（關正傑合唱）榮獲香港“十大勁歌金曲”﹐同時也獲得“季選最受歡迎金曲獎”

- 1987年：榮獲台灣流行音樂金嗓大獎
- 1989年：《日安，我的愛》，榮獲金鼎獎「最佳演唱獎」及「優良唱片獎」
- 1992年：《葬心》獲香港商業電台叱吒樂壇過江龍銅獎
- 1993年：《阮玲玉電影原聲帶》監製之專輯﹐獲第十二屆香港金像獎最佳電影主題曲及最佳電影配樂獎
- 1995年：
  - 《春光》獲得新加坡醉心金曲獎，最佳編曲、最佳封面兩項入圍。蟬聯台灣金曲龍虎榜四周冠軍
  - 《春光》MTV並獲選為亞洲地區五大MTV第三名。另主攻歌《回心轉意》，連續蟬聯CHANNEL V "TOP 20"兩週冠軍
  - 《春光》專輯並被日本樂評評鑑為十大亞洲專輯之一

- 1996年：《花言巧語》獲得台灣知音時間票選榜、馬來西亞麗的呼聲電台多周冠軍。
- 2012年：華語榜中榜精典勵志女歌手獎。
- 2016年：第27屆金曲獎「特別貢獻獎」。

## 廣告代言
- 1986年：大發汽車新祥瑞
- 1987年：金百利克拉克可麗舒面紙
- 1996年：日本松下亞洲區Panasonic-DVDCF廣告

## 外部連結
- Tracy黃鶯鶯 （页面存档备份，存于）
- NDP 2019 Theme Song - Our Singapore （页面存档备份，存于）